# Mornago
Mornago is een gemeente in de Italiaanse provincie Varese (regio Lombardije) en telt 4443 inwoners (31-12-2004). De oppervlakte bedraagt 12,3 km², de bevolkingsdichtheid is 346 inwoners per km².
De volgende frazioni maken deel uit van de gemeente: Crugnola Montonate Vinago.

## Demografie
Mornago telt ongeveer 1740 huishoudens. Het aantal inwoners steeg in de periode 1991-2001 met 17,1% volgens cijfers uit de tienjaarlijkse volkstellingen van ISTAT.
| Jaar | Inwoneraantal |
| ---- | ------------- |
| 1991 | 3556          |
| 2001 | 4163          |

## Geografie
Mornago grenst aan de volgende gemeenten: Arsago Seprio, Besnate, Casale Litta, Crosio della Valle, Sumirago, Vergiate.